# テープネット
テープネットは、放送局における番組伝送方法の一つである。

## 概要
テレビ・ラジオなどの番組をその地域以外で放送する場合には、伝達手段が必要となる。そこで、一旦録画・録音媒体に記録した上で物理的に伝送するのがテープネットである。テレビでは、草創期のニュースやテレビ映画を中心に映像フィルムを用いていたので、フィルムネットとも呼ばれていた。
対義語は専用線や無線中継、通信衛星などを用いて一斉に同時刻で放送するための伝送であるラインネットだが、ラインネットによる伝達手段は高価でかつ伝送可能地点が限られる。
以前は媒体として文字通りビデオテープやオープンリールテープなどが用いられていた。
1990年代以降パソコンの発達により、MOによる伝送に移行し、さらにインターネットの普及で専用のウェブサーバ・FTPサーバを使ってデジタルデータファイルととして番組を配布するなど、現在ではテープ媒体によらないものが多く使われている。
放送黎明期、特にテレビにおいてはラインネットの設備自体が限られており、テープネットによるものが多かった。しかしラインネットの増強が図られると、編集・複製・発送などの手間がかかるテープネットは嫌われる傾向となった。このため、ドラマ・アニメなどのスポンサードネット番組では、複数の局での遅れ幅を揃えて、一定の放送枠で制作局が裏送りを行うことがあった他、再放送番組でも複数の局が共同で購入して、発局を定めて素材回線を使用して局間ネットとした事例があった。
テープネット番組を指すとき「ハコもの」が使われる場合があるが、タイムテーブルにおける帯番組の対義語箱番組が「ハコもの」と呼ばれており、箱番組は録音・録画番組が多いためテープネットと同義語で使われる場合がある模様である。
映画専門チャンネルスター・チャンネルが開局した当時は、常時使用できる放送業務向け通信衛星はまだ打ち上げられていなかった。そのため、6時間のテープ素材を各地の契約ケーブルテレビに送付して、一日に同じ内容を4回廻す形式を取っていた。また、キッズステーションの開局当初も同様の方法が取られていた。